# Chanteloup-les-Vignes
Chanteloup-les-Vignes is een gemeente in Frankrijk in de directe omgeving van de Seine. De gemeente ligt nergens zelf aan de Seine, maar ligt in een lus die de Seine om Chanteloup-les-Vignes maakt.
Er ligt station Chanteloup-les-Vignes.
De film La Haine uit 1995 werd er voor een groot deel opgenomen.

## Kaart
De onderstaande kaart toont de ligging van Chanteloup-les-Vignes met de belangrijkste infrastructuur en aangrenzende gemeenten.

## Demografie
Onderstaande figuur toont het verloop van het inwonertal, bron: INSEE-tellingen. 

## Overleden
- Georges Caussade 1873–1936, componist en muziekpedagoog